# Hermann Fehling (læge)
 For alternative betydninger, se Hermann Fehling. (Se også artikler, som begynder med Hermann Fehling)
Hermann Johannes Karl Fehling (født 14. juli 1847 i Stuttgart, død 11. november 1925 i Baden-Baden) var en tysk læge. Han var søn af kemikeren Hermann Fehling og svigerfar til lægen Karl Franz.
Fehling blev dr. med. 1872 og forstander for jordemoderskolen i Stuttgart 1877. Han blev udnævnt til professor i gynækologi i Basel 1887, til tilsvarende stilling i Halle an der Saale 1894 og i Strassburg 1901. Udover nedenstående skrifter publicerede han også mange artikler i videnskabelige tidsskrifter.